# Francesco Di Fiore
Francesco Di Fiore (Palermo, 27 settembre 1966) è un pianista e compositore italiano.

## Biografia
Dopo gli studi presso il Conservatorio di Palermo, intraprende la carriera pianistica, perfezionandosi con Bruno Canino in Italia e con Harald Ossberger in Austria. Dal 1993 al 1995, grazie a una borsa di studio del governo Ceco, studia a Praga all'Accademia Nazionale di Musica con Peter Toperczer.
Vincitore dei concorsi "Borgo Cortello" (Udine, 1992) e "Allegro Vivo" (Horn, 1993), si è esibito in molti centri italiani ed esteri (Germania, Ungheria, Repubblica Ceca, Austria, Stati Uniti, Inghilterra, Francia).
Per diversi anni ha studiato composizione con Eliodoro Sollima. Ha scritto numerose composizioni per pianoforte, orchestra, musica da camera, musica vocale, elettronica e molte musiche di scena per il teatro.

## Opere significative

### Per orchestra
- Vacuum Concerto (2004) per pianoforte e orchestra
- Ore Diciotto In Punto Suite (2012)
- Tre Paesaggi (2013)
- Quattro Canti (2015)
- Concerto Ostinato (2016) per pianoforte e orchestra

### Colonne Sonore
- Come sedie di profilo (cortometraggio, ITA 2006)
- Empty Home (cortometraggio, USA, 2011)
- Ore diciotto in punto (regia di Giuseppe Gigliorosso, ITA 2013)
- Farewell Meu Amor (regia di Ekwa Msangi, USA, 2016)

## Discografia
- 2007 - Musikelia - Sounds from mediterranean heart (Aapit)
- 2008 - Folka Lab vol. 1 (FLK)
- 2008 - Visioni (Deltratto)
- 2015 - Pianosequenza (Zefir)
- 2011 - Rhythm of Silence (Belarca) con Erika Tazawa
- 2019 - Concerto Ostinato (Zefir)
- 2020 - Ore diciotto in punto Original Soundtrack (Zefir)
- 2021 - A Quiet Madness (Belarca) con William Susman
- 2022 - Family Album